# SpellForce 2: Shadow Wars
SpellForce 2: Shadow Wars est un jeu vidéo de stratégie en temps réel et de rôle développé par Phenomic et publié par JoWood Productions en 2006 sur PC. Il fait suite à SpellForce: The Order of Dawn publié en 2003. Comme ce dernier, il se déroule dans un univers médiéval-fantastique et son système de jeu combine des éléments de stratégie en temps réel et de jeu de rôle. Trois factions sont disponibles dans le jeu – le Royaume, le Clan et le Pacte – chacune avec une douzaine d’unités différentes. Le Royaume est ainsi composé de nains, d’elfes et de ents ; le Clan d’orcs, de trolls et de chamanes et le Pack d’unité invisibles. Comme dans un jeu de stratégie en temps réel classique, le joueur doit collecter des ressources, construire des bases et gérer ses unités pour combattre ses ennemis. Il dispose en plus de héros qui gagnent de l’expérience, qui bénéficie de capacités spécifiques et qui peuvent être équipés d’objets magiques,.
Le jeu bénéficie de trois extensions :  SpellForce 2: Dragon Storm (2007),  SpellForce 2: Faith in Destiny (2012) et  SpellForce 2: Demon of the Past (2014).
Il a pour suite SpellForce 3.

## Accueil
| Spellforce 2 : Shadow Wars |      |       |
| Média                      | Pays | Notes |
| GameSpot                   | US   | 82 %  |
| Jeuxvideo.com              | FR   | 15/20 |
| Joystick                   | FR   | 7/10  |